# Delias sacha
Delias sacha é uma borboleta da família Pieridae. Foi descrita por Henley Grose-Smith em 1895. Encontra-se na linha de Wallace, onde foi vista em Obi.
A envergadura é de cerca de 74 milímetros. Os adultos são semelhantes a Delias periboea e Delias fasciata, mas maiores.